# Пнево (Пултуський повіт)
Пнево (пол. Pniewo) — село в Польщі, у гміні Затори Пултуського повіту Мазовецького воєводства.
Населення — 491 особа (2011).
У 1975-1998 роках село належало до Остроленцького воєводства.

## Демографія
Демографічна структура станом на 31 березня 2011 року:
|          | Загалом | Допрацездатний вік | Працездатний вік | Постпрацездатний вік |
| -------- | ------- | ------------------ | ---------------- | -------------------- |
| Чоловіки | 249     | 62                 | 167              | 20                   |
| Жінки    | 242     | 60                 | 144              | 38                   |
| Разом    | 491     | 122                | 311              | 58                   |